# Maria Ana da Áustria, governadora dos Países Baixos
Maria Ana Leonor Guilhermina Josefa de Habsburgo (em alemão: Maria Anna Eleonore Wilhelmine Josepha; Viena, 18 de setembro de 1718 - Bruxelas, 16 de dezembro de 1744) foi Arquiduquesa da Áustria e princesa da Lorena, irmã mais nova da imperatriz Maria Teresa da Áustria. Através do seu pai, Maria Ana era sobrinha de Maria Ana de Áustria, Rainha de Portugal.

## Biografia
Maria Ana nasceu no Palácio Imperial de Hofburg, em Viena. Ela e Maria Teresa foram as únicas filhas sobreviventes do imperador Carlos VI, e de Isabel Cristina de Brunsvique-Volfembutel-Bevern. As duas irmãs foram criadas no Palácio Imperial de Hofburg, em Viena. 
Durante sua juventude, ela conheceu seu futuro cunhado, Francisco Estêvão de Lorena, e o irmão mais novo deste, Carlos Alexandre de Lorena. Os dois príncipes estavam na Áustria para terem uma boa educação; a mãe deles, Isabel Carlota de Orleães, estava na França.
Em 1725, negociações com a rainha da Espanha, Isabel Farnésio, tiveram Maria Ana como possível esposa de Filipe I de Parma, que na época tinha apenas cinco anos de idade. Supunha-se que este arranjo estabilizasse as relações com a Espanha. Uma aliança entre a Espanha e a Áustria foi assinada em 30 de abril de 1725 e, deste modo, garantiu-se a Sanção Pragmática dos Habsburgos (que permitia o direito de Maria Teresa de suceder às terras de seu pai como sua filha mais velha), a qual foi declarada primeiramente em 1713. Baseado nos termos do tratado, a Monarquia de Habsburgo abdicava de todos os direitos ao trono espanhol. Também foi acordado que a Espanha invadiria Gibraltar com a ajuda dos austríacos. Apesar disto, a Guerra Anglo-Espanhola pôs fim às ambições de Isabel de Parma e, com o Tratado de Sevilha (9 de novembro de 1729), viu o abandono dos planos de casamento austro-espanhóis.
Maria Ana apaixonou-se por Carlos Alexandre de Lorena, o irmão mais novo do esposo de Maria Teresa, Francisco Estêvão. Havia muita resistência a um casamento, não menos que o desejo de seu pai de um genro politicamente mais importante.

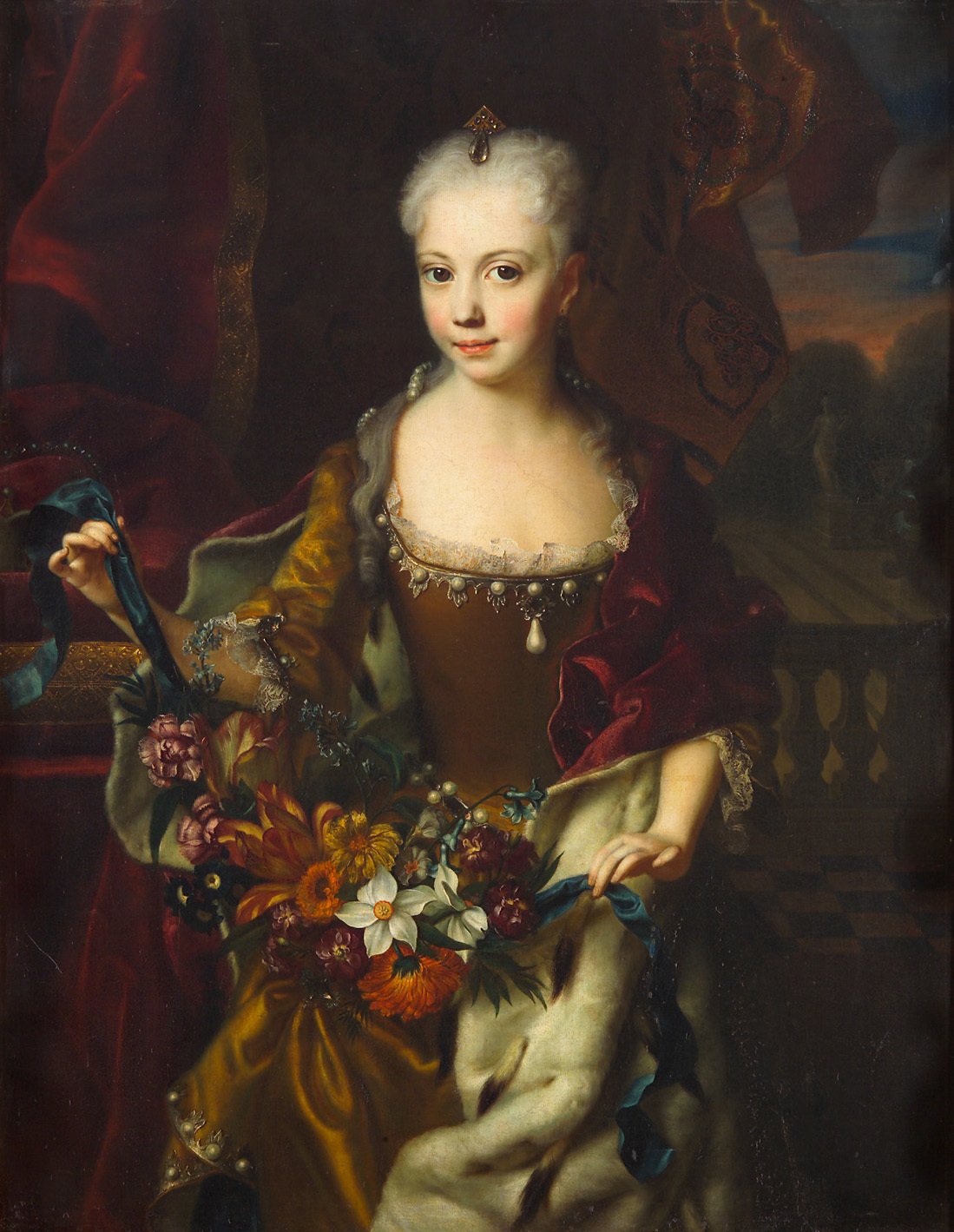
Maria Ana
Andreas Möller, 1727
Museu de História da Arte em Viena
As flores que ela carrega nas dobras de seu vestido representam sua fertilidade e a expectativa de gerar filhos na idade adulta.

O futuro esposo de Maria Ana era seu primo-terceiro, ambos bisnetos do imperador Fernando III, através de dois de seus filhos, o imperador Leopoldo I e Leonor Maria da Áustria.
Foi só depois da morte de Carlos VI que Isabel Cristina de Brunsvique-Volfembutel-Bevern deu sua aprovação para o casamento, o qual foi concluído na Igreja de Santo Agostinho, em Viena, em 7 de janeiro de 1744. O casamento foi reconhecido por carta-patente assinada no dia seguinte após a cerimônia.
Semanas depois do matrimônio, o casal foi escolhido para serem governadores dos Países Baixos Austríacos em sucessão à arquiduquesa Maria Isabel, tia de Maria Ana, falecida em 1741. Eles deixaram Viena em 3 de fevereiro e chegaram a Westwezel em 24 de março, onde foram recebidos por Carlos Fernando de Königsegg-Erps, um membro do Conselho Supremo dos Países Baixos. O casal de príncipes foi saudado com muita celebração. Uma cerimônia fora organizada para sua chegada; esta incluía um Te Deum e muitos bailes e banquetes.
Eles passaram apenas um mês juntos nos Países Baixos, pois Carlos teve que participar da guerra contra o Reino da Prússia, enquanto que Maria Ana, grávida pela primeira vez, permaneceu em Bruxelas. Carlos partiu oficialmente em 4 de maio. Durante sua estadia em Bruxelas, Maria Ana foi assistida por um estadista austríaco, o conde Venceslau Antônio, Príncipe de Kaunitz-Rietberg.
Em outubro de 1744, no Palácio de Carlos Alexandre da Lorena, Maria Ana deu à luz uma criança natimorta; sem conseguir se restabelecer, ela faleceu em 16 de dezembro do mesmo ano, devido às consequências daquele parto difícil. Tanto o corpo dela quanto o de seu filho foram sepultados na Cripta Imperial de Viena. Carlos Alexandre não mais se casou e permaneceu no cargo de governador até sua morte, em 1780. Ele foi muito popular e faleceu em Bruxelas, como sua esposa.